# Fort Tre Natali
Le Fort Tre Natali (en italien : Forte Tre Natali),  est un fort côtier situé à Porto Santo Stefano, une frazione la commune de Monte Argentario (province de Grosseto), en Toscane. Il se trouve sur la côte nord du promontoire de l'Argentario.

## Historique
La fortification a été construite en 1811 par les Français, à la suite d'une commande reçue directement de Napoléon Ier. L'objectif était de protéger la ville de Porto Santo Stefano à l'est, en travaillant en synergie avec le fort de Lazzeretto construit à l'extrémité ouest opposée : le risque d'attaque maritime menée par des navires britanniques était en effet très élevé en ces années de domination napoléonienne. La structure était occupée en permanence par au moins une garnison.
Après une fermeture temporaire juste avant le milieu du XIXe siècle, la structure reprit son activité en 1853, pour être définitivement désaffectée et fermée 14 ans plus tard.
Vendue à des particuliers, elle était déjà en ruine dans la première moitié du siècle dernier. Après la guerre, les matériaux de construction restants ont été utilisés pour construire l'un des bâtiments résidentiels modernes qui caractérisent la région.
Du fort Tre Natali, situé le long de la via del Fortino, seuls quelques vestiges incorporés à une résidence privée sont visibles. À l'origine, la fortification avait une forme pentagonale, avec le sommet orienté au nord vers la mer, et était équipée d'une série de batteries de canons.